# Nordwestschweiz (Zeitungsverbund)
Die Nordwestschweiz ist ein Zeitungsverbund mit den sieben regionalen Tageszeitungen Aargauer Zeitung, Limmattaler Zeitung, bz – Zeitung für die Region Basel, Solothurner Zeitung, Grenchner Tagblatt, Oltner Tagblatt, und Zofinger Tagblatt. Sie wurde 2002 als Mittelland-Zeitung gegründet und mehrfach umbenannt: Im September 2010 in az Gesamtausgabe, im September 2012 in Die Nordwestschweiz, im Juni 2014 in az Nordwestschweiz und im Juli 2019 schliesslich in Nordwestschweiz. Samstags gibt die Nordwestschweiz seit dem 4. März 2017 die Wochenendausgabe Schweiz am Wochenende heraus, als Ersatz für die zuvor eingestellte Schweiz am Sonntag.
Seit dem 1. Oktober 2018 wird die Nordwestschweiz vom Medienunternehmen CH Media, in das die NZZ-Mediengruppe und die AZ Medien ihre jeweiligen Zeitungstitel und weitere Medien einbrachten, herausgegeben.

## Mitglieder und Auflage
Der Zeitungsmantel Nordwestschweiz wird in Aarau hergestellt. Der Mantelteil präsentiert die überregionalen Informationen wie Ausland, Inland, Wirtschaft, Kultur und Sport. Die Zeitungen sowie ihre Regionalausgaben und Kopfblätter produzieren ihre Regionalteile nach wie vor eigenständig und unabhängig voneinander. Bis zum Verkauf 2012 von den AZ Medien an die Berner Espace Media (Unternehmen der Tamedia) war auch das Langenthaler Tagblatt Mitglied der Nordwestschweiz.
Die Zeitungen, die die Nordwestschweiz als Mantel benutzen, erscheinen alle in demselben Layout, das von der Ostschweizer Zeitungsdesignerin Katja Hösli gestaltet wurde.
Chefredaktor des Mantels ist seit 1. Januar 2017 Patrik Müller, zuvor Chefredaktor der 2017 eingestellten Schweiz am Sonntag.
Die Auflagen aller Mitglieder, Regionalausgaben und Kopfblätter zusammengerechnet, gehört die Nordwestschweiz mit einer WEMF-beglaubigten Gesamtauflage im Jahr 2024 von 86'587 verkauften bzw. 101'813 verbreiteten Exemplaren und einer Reichweite von 308'000 Leser:innen mit Tages-Anzeiger und Blick zu den drei grössten Tageszeitungen der Schweiz.
Wie alle gedruckten Tageszeitungen muss auch die Nordwestschweiz seit einigen Jahren eine stark sinkende Auflage hinnehmen. Die verkaufte Auflage fiel von 2008 bis 2024 von 202'670 auf 86'587 Exemplare.

Entwicklung der verkauften Auflage nach WEMF-Auflagebulletins (s. Details 2008 und 2018)

## Schweiz am Wochenende

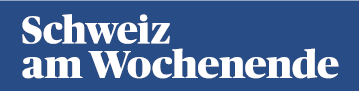
Logo der Wochenendausgabe Schweiz am Wochenende

Von September 2007 bis Februar 2017 erschien die Sonntagszeitung Schweiz am Sonntag (bis 2013 Sonntag) als siebte Ausgabe der Nordwestschweiz. Seit dem 4. März 2017 gibt die Nordwestschweiz an ihrer Stelle samstags eine ausgebaute Wochenendausgabe unter dem Namen Schweiz am Wochenende heraus.

## Vorläufer
Von 1994 bis 1996 produzierte das Aargauer Tagblatt bereits einen Mantel unter dem Namen Mittelland-Zeitung für Aargauer Tagblatt, Oltner Tagblatt und Zofinger Tagblatt. Mit der Fusion von Aargauer Tagblatt und Badener Tagblatt 1996 entfiel diese Zusammenarbeit, und ab 1997 stellte stattdessen die Solothurner Zeitung unter dem Namen Neue Mittelland-Zeitung einen Mantel für Solothurner Zeitung, Oltner Tagblatt und Zofinger Tagblatt her. Diese Zeitungen traten dann 2002 der heute Nordwestschweiz genannten Mittelland-Zeitung bei.